# Octan sodný
Octan sodný je organická látka, sůl kyseliny octové. Jeho vzorec je CH3COONa.

## Příprava
Vzniká například reakcí kyseliny octové s hydroxidem sodným (neutralizace).
NaOH + CH3COOH → CH3COONa + H2O
nebo působením kyseliny octové na soli slabších kyselin. Např. reakcí s hydrogenuhličitanem sodným vzniká octan sodný a uvolněná kyselina uhličitá se okamžitě rozkládá na vodu a oxid uhličitý:
CH3COOH + NaHCO3 → CH3COONa + H2O + CO2

## Vlastnosti a použití
Octan sodný je označován také jako E 262. Používá se jako katalyzátor a v potravinářství především jako regulátor kyselosti.
V chemii se používá pro přípravu některých pufrů.
Pokud krystaly trihydrátu octanu sodného zahřejeme nad 58 °C, vznikne kapalina. Po jejím vychlazení zpět na teplotu cca 15 °C a vzniku krystalizačního jádra (např. dotykem) začne docházet opět ke krystalizaci na pevné skupenství. Při této reakci se uvolňuje teplo, odtud se vzal název „horký led“. Této vlastnosti se využívá v hřejivých polštářcích (podobně jako též thiosíran sodný).

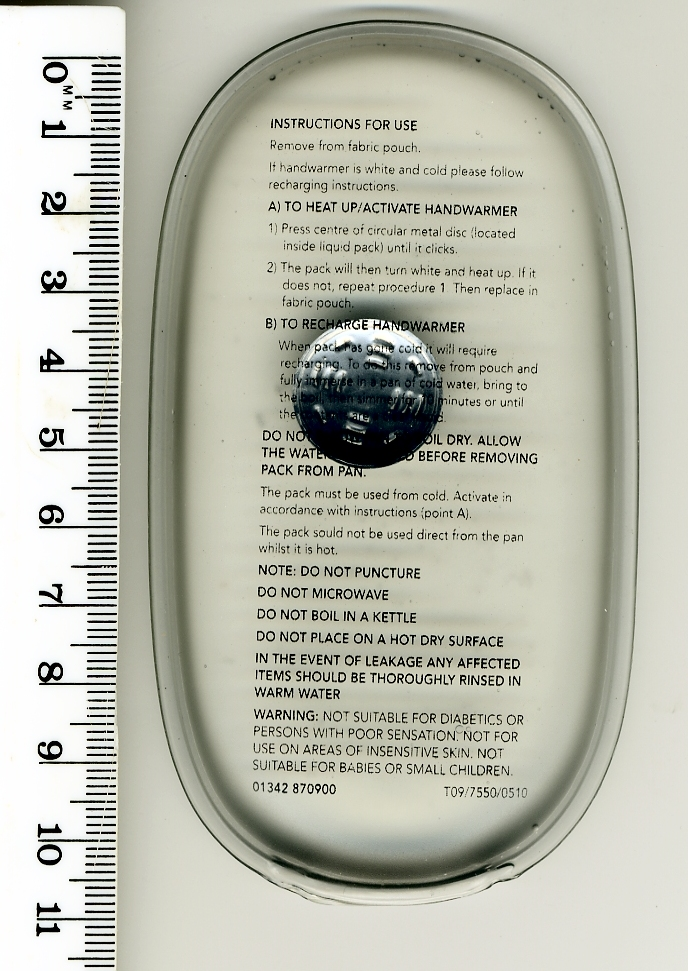
Ohřívač rukou obsahující octan sodný ve formě kapaliny

Díky této vlastnosti se dá vytvářet mnoho různých obrazců, které vypadají jako krápníky v jeskyních – když jej lijeme na sklo (může to být jakýkoliv jiný materiál), začne rychle krystalizovat a krystaly se lepí na sebe („rostou“ do výšky). Krystalizace octanu sodného se používá jako ohřívadlo – přesycený roztok octanu sodného je uzavřen v pevném sáčku spolu s vroubkovanou vypouklou kovovou destičkou. Když se destička prohne, do roztoku se z ní uvolní mikrokrystaly, které se stanou nukleačními jádry a roztok díky své přesycenosti začne krystalizovat. Vzniká hydratovaná sůl (trihydrát octanu sodného, CH3COONa·3H2O) a uvolňuje se teplo z krystalové mřížky. Toto použití kovové destičky bylo vynalezeno v roce 1978.
Skupenské teplo tání trihydrátu je 264-289 kJ/kg.
Dekrystalizace pro opětovné použití je možná ponořením sáčku do vřící vody na 10-15 minut, kdy dojde k rozpuštění krystalů a obnově přesyceného roztoku. Před dalším použitím je vhodné počkat na zchladnutí sáčku na pokojovou teplotu, jelikož použití nezchladnutého sáčku snižuje oproti zchlazenému maximální teplotu dosaženou v dalším cyklu.[zdroj?]